# Tephrosia chilensis
Tephrosia chilensis là một loài thực vật có hoa trong họ Đậu. Loài này được Trevir. miêu tả khoa học đầu tiên.